# Nizica (szlak rowerowy)
Nizica  – oznaczony na czarno szlak rowerowy o długości 42,2 km prowadzący na południowych zachód od Szczecinka wzdłuż rzeki Nizica, trzykrotnie przecinając jej nurt. Na swojej drodze napotyka pięć jezior i dwa rezerwaty przyrody: Dęby Wilczkowskie i Bagno Ciemino.

## Przebieg szlaku
Szlak rozpoczyna się w punkcie węzłowym szlaków rowerowych Pojezierza Szczecineckiego, przy I Liceum Ogólnokształcącym im. Księżnej Elżbiety w Szczecinku, gdzie rozpoczynają się także szlaki:
 – niebieski szlak rowerowy Dookoła Jeziora Trzesiecko,
 – żółty szlak rowerowy Zaczarowane Pejzaże,
 – czerwony szlak rowerowy Jeziora Szczecineckie,
 – zielony szlak rowerowy Dolina Parsęty.
Prowadzi w kierunku południowo-wschodnim, podążając alejami parkowymi, obok Zamku Książąt Pomorskich. Przekraczając rzekę Nizicę (powszechnie w Szczecinku znaną jako Niezdobna), dostrzec można Kościół Narodzenia Najświętszej Marii Panny w Szczecinku, z wieżą kościelną o wysokości 84 metrów, oraz budynek szkoły muzycznej im. Oskara Kolberga. Wjeżdżając na aleję Noyelles-sous-Lens, szlak prowadzi obok drewnianego pomostu, głównej stacji tramwaju wodnego, wyciągu do nart wodnych, stadionu szczecineckiego Ośrodka Sportu i Rekreacji, hali lekkoatletycznej Ślusarnia oraz basenu. W okolicach drugiego kilometra trasy szlak dociera do wieży widokowej z 1910 roku im. Ottona von Bismarcka zlokalizowanej na Wzgórzu Przemysława, oraz kolejnego pomostu – stacji tramwaju wodnego.
Przy kładce na Lipowym Potoku szlak odbija w lewo, rozstając się z  niebieskim szlakiem prowadzącym nadal wzdłuż jeziora Trzesiecko. Asfaltową drogą szlak omija wzgórze Marientron, dawne miejsce pogańskiego kultu, potem klasztor, a w okresie II wojny światowej niemiecki obóz kobiecy Reichsarbeitsdienst RAD 5/144 Marienthron. Wkraczając do Świątek szlak mija ekspozycję zabytkowego sprzętu rolniczego oraz bezstylowy dwór. Za Zespołem Szkół im. Stanisława Staszica odbija żużlowa droga, rozpoczynając:  ścieżkę przyrodniczą Las Klasztorny (okrężna, o długości 3,9 km, rozpoczyna się i kończy w Świątkach). Szlak prowadząc w kierunku południowo-zachodnim wkracza w las.
Prowadzi dalej przez miejscowości Jelenino, Przyjezierze, Jeleń, Ciemino, Łączno, Kądzielna, Kucharowo, Mosina, Dębowo i Trzesieka.
Dociera nad jezioro Trzesiecko na wysokości Łabędziej Wyspy i razem z pozostałymi szlakami prowadzi do pętli, która znajduje się przy I Liceum Ogólnokształcącym im. Księżnej Elżbiety w Szczecinku.